# Комишинська сільська рада (Німецький національний район)
Коми́шинська сільська рада (рос. Камышинский сельский совет) — сільське поселення у складі Німецького національного району Алтайського краю Росії.
Адміністративний центр та єдиний населений пункт — село Комиші.

## Населення
Населення — 557 осіб (2019; 609 в 2010, 677 у 2002).